# Sem Steijn
Sem Steijn (La Haya, 12 de noviembre de 2001) es un futbolista neerlandés que juega de centrocampista en el Feyenoord de la Eredivisie.

## Trayectoria
Es canterano del SV KMD y del ADO La Haya. El 27 de julio de 2018 firmó su primer contrato profesional con el ADO La Haya, y posteriormente fue cedido al VVV-Venlo. Debutó como profesional con el VVV-Venlo en una derrota por 4-1 en la Eredivisie ante el Feyenoord el 6 de diciembre de 2018. De este modo, se convirtió en el debutante más joven del VVV-Venlo en la Eredivisie.
El 8 de marzo de 2022 fichó por el F. C. Twente, al que se unió oficialmente a partir del 1 de julio. En su tercer año fue el máximo goleador de la Eredivisie, con 24 goles, y la siguiente temporada se incorporó al Feyenoord.

## Vida personal
Es hijo de Maurice Steijn, exfutbolista neerlandés y ex entrenador del Ajax de Ámsterdam.

## Estadísticas

### Clubes
Actualizado al último partido disputado el 15 de enero de 2025.
| Club                            | Div.          | Temporada     | Liga  | Liga  | Liga   | Copas nacionales | Copas nacionales | Copas nacionales | Copas internacionales | Copas internacionales | Copas internacionales | Total | Total | Total  |
| Club                            | Div.          | Temporada     | Part. | Goles | Asist. | Part.            | Goles            | Asist.           | Part.                 | Goles                 | Asist.                | Part. | Goles | Asist. |
| ------------------------------- | ------------- | ------------- | ----- | ----- | ------ | ---------------- | ---------------- | ---------------- | --------------------- | --------------------- | --------------------- | ----- | ----- | ------ |
| VVV-Venlo · Países Bajos        | 1.ª           | 2019-20       | 2     | 1     | 0      | 0                | 0                | 0                | —                     | —                     | —                     | 2     | 1     | 0      |
| VVV-Venlo · Países Bajos        | Total club    | Total club    | 2     | 1     | 0      | 0                | 0                | 0                | 0                     | 0                     | 0                     | 2     | 1     | 0      |
| Jong ADO La Haya · Países Bajos | 4.ª           | 2019-20       | 2     | 2     | 0      | —                | —                | —                | —                     | —                     | —                     | 2     | 2     | 0      |
| Jong ADO La Haya · Países Bajos | Total club    | Total club    | 2     | 2     | 0      | 0                | 0                | 0                | 0                     | 0                     | 0                     | 2     | 2     | 0      |
| ADO La Haya · Países Bajos      | 2.ª           | 2021-22       | 41    | 18    | 5      | 2                | 0                | 1                | —                     | —                     | —                     | 43    | 18    | 6      |
| ADO La Haya · Países Bajos      | Total club    | Total club    | 41    | 18    | 5      | 2                | 0                | 1                | 0                     | 0                     | 0                     | 43    | 18    | 6      |
| F. C. Twente · Países Bajos     | 1.ª           | 2022-23       | 31    | 6     | 1      | 2                | 0                | 1                | 4                     | 0                     | 0                     | 37    | 6     | 2      |
| F. C. Twente · Países Bajos     | 1.ª           | 2023-24       | 34    | 17    | 3      | 1                | 0                | 0                | 4                     | 2                     | 0                     | 39    | 19    | 3      |
| F. C. Twente · Países Bajos     | 1.ª           | 2024-25       | 33    | 24    | 7      | 2                | 1                | 1                | 11                    | 3                     | 0                     | 46    | 28    | 8      |
| F. C. Twente · Países Bajos     | Total club    | Total club    | 98    | 47    | 11     | 5                | 1                | 2                | 19                    | 5                     | 0                     | 122   | 53    | 13     |
| Feyenoord · Países Bajos        | 1.ª           | 2025-26       | 0     | 0     | 0      | 0                | 0                | 0                | 0                     | 0                     | 0                     | 0     | 0     | 0      |
| Feyenoord · Países Bajos        | Total club    | Total club    | 0     | 0     | 0      | 0                | 0                | 0                | 0                     | 0                     | 0                     | 0     | 0     | 0      |
| Total carrera                   | Total carrera | Total carrera | 143   | 68    | 16     | 7                | 1                | 3                | 19                    | 5                     | 0                     | 169   | 74    | 19     |

## Palmarés

### Distinciones individuales
| Distinción                       | Año  |
| -------------------------------- | ---- |
| Máximo goleador de la Eredivisie | 2025 |